# François Darnaudet
 (octobre 2013).
Si vous disposez d'ouvrages ou d'articles de référence ou si vous connaissez des sites web de qualité traitant du thème abordé ici, merci de compléter l'article en donnant les références utiles à sa vérifiabilité et en les liant à la section « Notes et références ».
François Darnaudet, né le 16 juin 1959 à Auch (Gers), est un écrivain français de fantastique et de roman policier. Il est également scénariste de bandes dessinées. 

## Biographie
Titulaire d'un diplôme d'ingénieur de l'École Spéciale des Travaux Publics à Paris, complété par un doctorat en mécanique théorique à Jussieu-Paris VI, il fait ses débuts en publiant des nouvelles fantastiques dans des anthologies chez Corps 9 (à Troësnes), avant de publier des romans au Fleuve noir avec sa femme Catherine Rabier ou en solo.
Son premier texte publié est Le Cheval de Troie, une nouvelle de science-fiction sur une guerre entre humains et fourmis, éditée dans la revue Le technilien du lycée Gustave Eiffel de Bordeaux, en mars 1977.
Son premier roman (une co-écriture avec Thierry Daurel) a paru en avril 1985 chez Corps 9 éditions sous le titre de Le Taxidermiste.
Pendant quelques années, il publie plusieurs dizaines de nouvelles d'humour noir, de fantastique ou policières dans Hara-Kiri, Professeur Choron, Fluide glacial, chez Denoël ou au Masque dans les anthologies Hitchcock.
Il retrouve un éditeur en 1997, et enchaîne depuis la publication de romans inspirés des œuvres de Jean Ray, Lovecraft, ou Graham Masterton, mais aussi de la mythologie gauloise ou du mythe de l'Atlantide.
Après avoir écrit une série de romans noirs politiques chez Baleine (un Poulpe), au Passage (L'Or du Catalan), et chez Mare Nostrum éditions (Le Dernier Talgo à Port-Bou), il repart dans une nouvelle direction avec Custer et moi (ActuSF), une autobiographie fantastique, et Bison Ravi et le Scorpion rouge, une enquête littéraire sur un inédit de Boris Vian aux éditions du Scorpion.
L'aboutissement de ce travail mêlant autobiographie et fiction est concrétisé par un second Poulpe : Les Ignobles du Bordelais, ayant pour thème l'affaire Malvy de 1917.
Notons également un hommage à la littérature populaire française sous la forme d'un roman historique situé entre la Commune de Paris et le massacre de Custer à Little Bighorn : Trois guerres pour Emma.
Enthousiasmé par la révolution numérique, il crée, à partir de 2012, une œuvre parallèle et complémentaire de son œuvre papier, uniquement disponible en numérique.
En 2013, à la suite du grand succès de Le papyrus de Venise en numérique, il regroupe sous le nom de "Cycle Paris-Venise", une pentalogie romanesque comprenant Le Fantôme d'Orsay, Les Dieux de Cluny, Le papyrus de Venise, Trois guerres pour Emma et Le Möbius Paris Venise.
De 2011 à 2015, il écrit souvent en collaboration avec son fils, Boris Darnaudet, de la Fantasy : des nouvelles pour Rivière Blanche, des romans de la saga de Xavi El Valent et à l'occasion d'un roman de western en hommages aux pulps, Les Sorciers de l'Ouest. Depuis le 30 août 2015, date de décès de Boris à l'âge de 25 ans et 4 mois, l'œuvre de François devient hantée par la mort des jeunes gens, son humour littéraire est dorénavant totalement noir et l'action se situe souvent dans les années 80, avant la naissance de Boris.
En bandes dessinées, il a scénarisé pour Josep Altimiras, Elric Dufau-Harpignies et Romuald Gleyse.
De temps à autre, il publie des articles sur Boris Vian, Chester Himes ou les éditions du Scorpion.
Il vit dans le grand Sud-Ouest entre Arcachon et Collioure.

## Œuvres

### Romans
- avec Thierry Daurel, Le Taxidermiste, Corps 9, 1985.
- avec Catherine Rabier, Collioure Trap, Fleuve noir "Gore", 1989 ; réédition : L'appel de Collioure, éditions de l'Agly, 2000; réédition in Zombies gore, éditions Rivière Blanche, 2013.
- Andernos trap, Vaugirard "Gore", 1990; réédition in Zombies gore, éditions Rivière Blanche, 2013.
- avec Boris Darnaudet, Agence Arkham : Daguerra, DLM, 1997.
- Le Fantôme d'Orsay, Claude Lefrancq, 1999.
- Sud Express, éditions de l'Agly "Polar-oïdes", 2001.
- Boris au pays vermeil, Baleine/Le Seuil "le Poulpe", 2001.
- Les Dieux de Cluny précédé du Fantôme d'Orsay, Nestiveqnen "Fractales", 2003.
- L'Or du catalan, Le Passage "Polarchives", 2003.
- La Lagune des mensonges, éditions Rivière Blanche, 2003.
- Le Dernier Talgo à Port-Bou, Mare Nostrum, "Les polars catalans", 2005.
- avec Pascal Metge, Le Regard qui tue, éditions Rivière Blanche, Prix Masterton 2006, 2005.
- Quartier bleu, éditions du Rocher, 2006.
- Le Papyrus de Venise, Nestiveqnen "Fractales/Fantastique", 2006.
- François Darnaudet, Les ports ont tous la même eau, Perpignan, Mare nostrum, coll. « Polars catalans », 2007, 271 p. (ISBN 978-2-908476-55-2, BNF 41243169)
- Le Retour du Taxidermiste, éditions Rivière Blanche, Prix Virtuel, 2008.
- Custer et moi, éditions ActuSF, 2008.
- Bison Ravi et le Scorpion rouge, Mare Nostrum, 2009.
- Trois guerres pour Emma, éditions Rivière Blanche, 2010.
- Le Glaive de Justice, avec Gildas Girodeau et Philippe Ward, éditions Rivière Blanche, 2010, réédité dans Le Glaive de Justice, Hélios Poche, juin 2015.
- Les Ignobles du Bordelais, Baleine "le Poulpe", 2011.
- Au Château d'Alcool, éditions Rivière Blanche, 2011.
- De Barcelona à Montsegur, avec Boris Darnaudet, Gildas Girodeau et Philippe Ward, éditions Rivière Blanche, 2013, réédité dans Le Glaive de Justice, Hélios Poche, juin 2015.
- Zombies gore, avec Catherine Rabier et David Didelot, éditions Rivière Blanche, 2013.
- Zeppelin en danger !, avec Boris Darnaudet, Rouge Safran éditions, 2014.
- Autopsie d'un bouquiniste, éditions Wartberg, 2015, réédité sous le nouveau titre Que meure le bouquiniste ! chez d'Avallon éditions en 2025.
- L'Homme qui valait des milliards, éditions Wartberg, 2016, réédité sous le même titre chez Terres de l'Ouest éditions, 2023.
- Boris, ses motos, les Bardenas et autres déserts, édité à la suite de Le Möbius Paris Venise, éditions Nestiveqnen, 2019.
- J'aurai la peau de Lautréamont, pré-publication en numérique kindle, 2017.
- Détruire Roma !, avec Boris Darnaudet, Gildas Girodeau et Philippe Ward, éditions Rivière Blanche, 2019.
- Le Minotaure d'Atlantide, éditions Nestiveqnen, 2019.
- Le Möbius Paris Venise, éditions Nestiveqnen, 2019.
- Le Fauve du meilleur crime, éditions Sud Ouest, 2021.
- L'Amore aux trousses, éditions Sud-Ouest, 2022.
- L'effet Tegmark-Everett, pré-publication en numérique kindle, 2023.(version papier en 2024 chez éditions Rivière Blanche)
- Les Sorciers de l'Ouest, avec Boris Darnaudet, éditions Rivière Blanche, 2023.
- Le Voleur de talents, La Mouette de Minerve, 2024.
- Syd Barrett, husky et petites BD, éditions Moby Dick, "le Poulpe", juillet 2025.

### Œuvres traduites

#### En anglais
- Au Vent mauvais..., avec Jean-Marc Lofficier, in Tales of the Shadowmen volume 3, Black Coat Press, 2007.
- The Taxidermist, dessins José Altimiras, traduction Isabelle Aubert-Baudron & Ken Gage, Interzone Éditions, édition imprimée (2008) et e-book kindle (2014).

#### En catalan
- L'Ultim Talgo a Portbou, traduccio d'Anna-Maria Corredor, Editorial Gregal, 2018.
- L'or del republicans, traduccio d'Anna-Maria Corredor, à paraître.

#### En néerlandais
- De Taxidermist, dessins José Altimiras, traduction Peter Van de Leur, Interzone Éditions, 2014, édition imprimée et e-book kindle.

### Bandes dessinées
- Harpignies, dessins d'Elric, scénario d'Elric et Darnaudet, éditions Paquet, 2014.
- Witchazel et le sort du wlouf !, dessins d'Elric, couleurs de Laure Durandelle, scénario d'Elric et Darnaudet, Kramiek, 2016.
- Witchazel contre le démoniaque Onyribilis, dessins d'Elric, couleurs de Laure Durandelle, scénario d'Elric et Darnaudet, Kramiek, 2016.
- Witchazel et la menace d'Anankor, dessins d'Elric, couleurs de Laure Durandelle, scénario d'Elric et Darnaudet, Kramiek, 2017.
- Witchazel contre ce dingue de Dongo, dessins d'Elric, couleurs d'Elric, scénario d'Elric et Darnaudet, Kramiek, 2019.
- Le Taxidermiste, dessins José Altimiras, Interzone Éditions, édition imprimée (2008) et e-book kindle (2014).
- Zeppelin en danger, dessins Romuald Gleyse, scénario de Boris Darnaudet et François Darnaudet, couleurs Fabien Alquier, éditions Paquet, à paraître, juin 2025.

### Articles
- Vian et le polar: un amour de raison ?, pp24à27 in 813 les amis des littératures policières n°137.
- Le mystère Sullivan, p97 in Le Nouveau Magazine Littéraire juin 2019, n°18.
- Un jardin sans fleurs, p23 in Spécial Chester Himes, 813 les amis des littératures policières n°122.
- Les Casseurs de Colombes, un inédit de Boris Vian ?, pp32à37 in 813 les amis des littératures policières n°105.
- Faut pas oublier... les Krostons et le Vandamme au chocolat, pp20à21, in Yéti décembre 2004 n°3.

### Œuvres spécifiquement numériques
- La femme devant le geek, e-book Kindle, 2012.
- Les éditions du Scorpion (1946-1969) : de Boris Vian à Maurice Dekobra suivi par Boris Vian, le pasticheur plagié : un plagiat britannique de Vernon Sullivan, avec Étienne Borgers, e-book Kindle, 2012.
- L'année des 70 films, e-book Kindle, 2012.
- Les dernières fois, e-book Kindle, 2018.

## Prix et nominations
Il est lauréat du prix Masterton 2006 dans la catégorie "roman français", du prix Virtuel du roman policier 2008, du prix de l'Académie du Bassin d'Arcachon 2016 et du prix Tangente lycéens en 2017. Il est sélectionné et publié, en tant que finaliste, dans le premier recueil du prix Jacques Sadoul de la nouvelle de science-fiction 2025.